# Nahuel
Nahuel  è un nome proprio di persona spagnolo maschile, diffuso in America Latina.

## Origine e diffusione

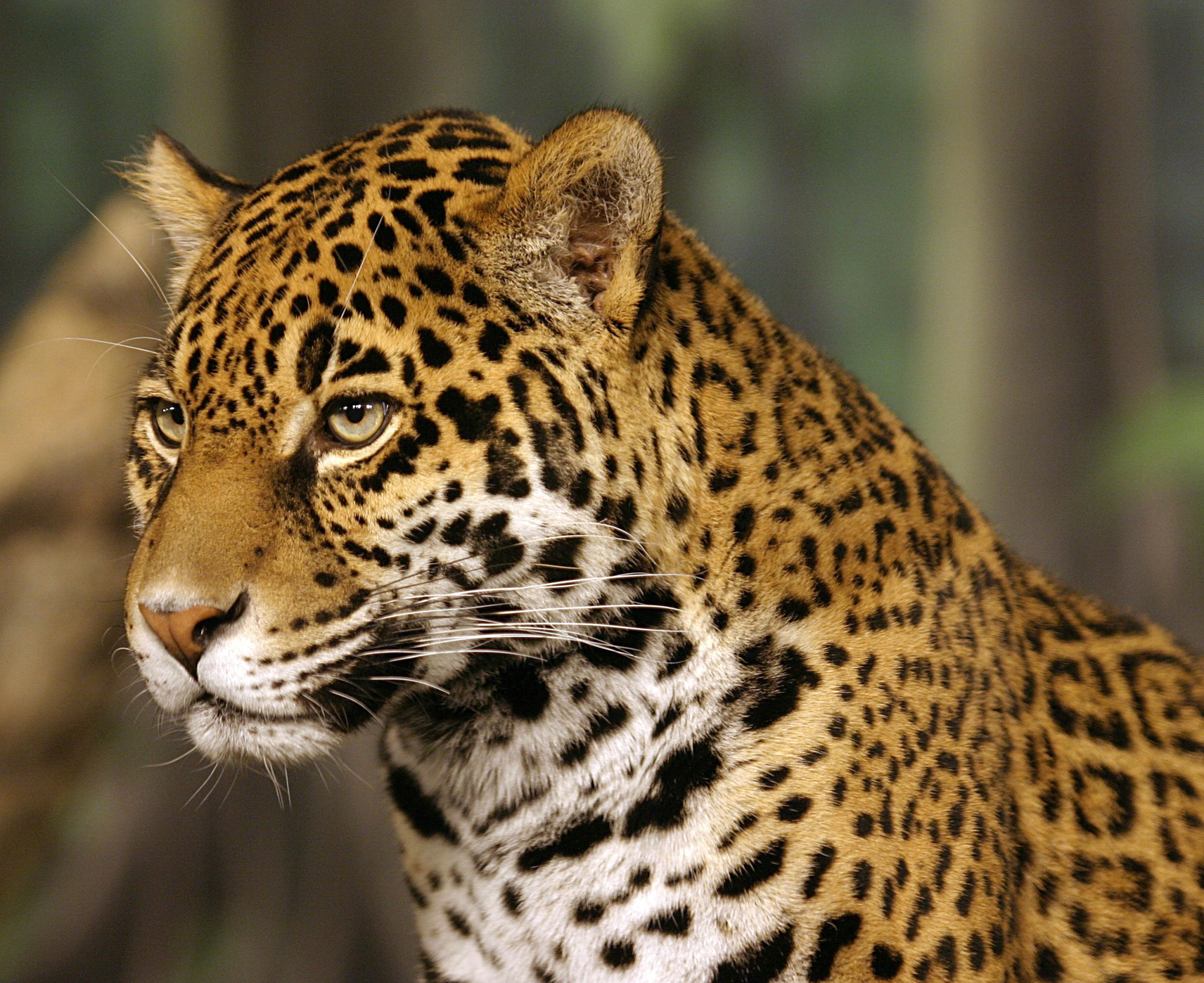
Un giaguaro

Riprende, in forma "ispanicizzata", il termine in mapuche nawel, che vuol dire "giaguaro".

## Onomastico
Il nome è adespota, cioè non è portato da alcun santo, quindi l'onomastico ricade il 1º novembre ad Ognissanti.

## Origine e diffusione
- Nahuel Arena, calciatore argentino

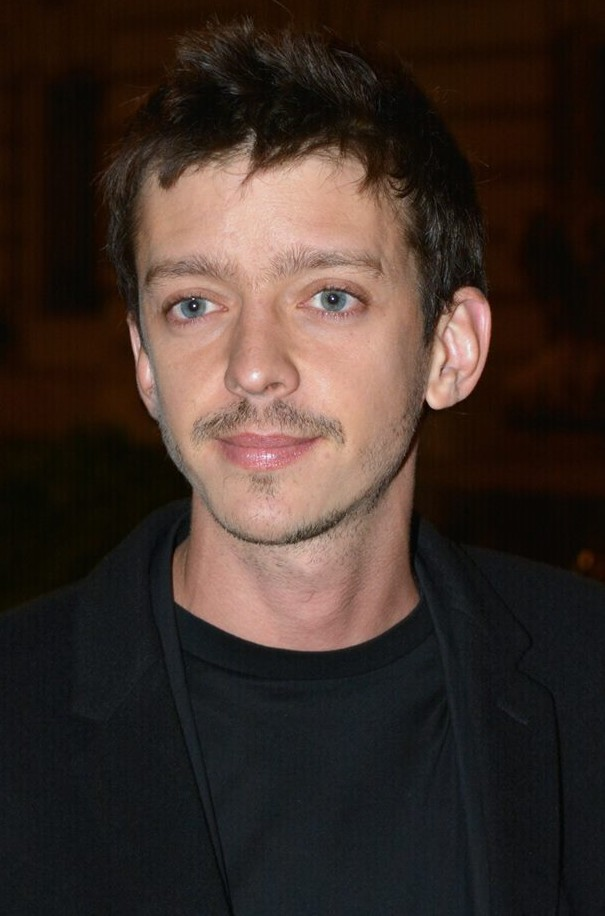
Nahuel Pérez Biscayart

- Nahuel Benítez, calciatore argentino
- Nahuel Estévez, calciatore argentino
- Nahuel Ferraresi, calciatore venezuelano
- Nahuel Gallardo, calciatore argentino
- Nahuel Guzmán, calciatore argentino
- Nahuel Molina, calciatore argentino
- Nahuel Pérez Biscayart, attore argentino
- Nahuel Tetaz Chaparro, rugbista a 15 argentino
- Nahuel Valentini, calciatore argentino naturalizzato italiano